# No Connection
No Connection ist eine englische Rockband, die 1997 in Reading gegründet wurde.
Sie steht in der Tradition von AC/DC, Aerosmith, Public Enemy und diversen anderen Bands. Ihre Musik zeichnet sich durch meist kraftvolle Gitarrenmelodien und einen stellenweise an Rap erinnernden Gesang aus.

## Geschichte
Die Band wurde im Mai 1997 von Graham Young, Simon "Steele" Whenlock und Jon Hill gegründet, die bis heute Mitglieder der Band sind. Man wollte die zahlreichen, stark unterschiedlichen Einflüsse aus verschiedenen Rock-Genres mit sozialkritischen Texten verbinden. Erste Erfolge auf Konzerten in der Umgebung von Reading führten zur Aufnahme des ersten Albums Justified und zur Veröffentlichung auf der Seite MP3.com am 1. Januar 2000.
International wurde die Band 2000 bekannt, als ein kalifornischer Radiosender die Gruppe in sein Programm aufnahm und sie über einen Monat lang auf Platz eins in den senderinternen Charts blieben. Ein Jahr später folgte ein Auftritt in Los Angeles im Januar 2001.
Seitdem ist die Band hauptsächlich im Vereinigten Königreich und in den USA auf Tour, in denen sie auch oft auf verschiedenen Sendern gespielt werden.

## Trivia
- Der Bandname entstand angeblich, weil sich die drei Freunde über das mangelhafte Funknetz in ihrer Heimatstadt aufregten.
- Die zwei Lieder Ain't Foolin und Love for Free standen auf Platz 1 der "Classic-Rock"-Charts der Website MP3.com, auf der sie auch "Artist of the Day" waren

## Diskografie

### Alben
- 2000: Justified
- 2001: Deal With It
- 2004: Love To Hate To Love
- 2005: Feed The Machine
- 2008: Red Light Fever
- 2010: Tal Es La Vida
- 2011: The Best And The Rest
- 2014: The Lithuanian Incident

### Andere Veröffentlichungen
- Die Lieder "Love to Hate to Love" und "Living American" und "Burnin'" auf dem Soundtrack des Rennspiels FlatOut
- Die Lieder "The Last Revolution" und "Feed the Machine" auf dem Soundtrack von FlatOut: Ultimate Carnage
- Das Lied "Victory Girl" in einer Vorschau der Science-Fiction-Serie First Wave – Die Prophezeiung